# David Selby
Pour les articles homonymes, voir Selby (homonymie).
David Lynn Selby, né le 5 février 1941 à Morgantown, comté de Monongalia en Virginie-Occidentale, est un acteur américain de théâtre, de cinéma et de télévision. Il est particulièrement connu pour ses rôles de Quentin Collins dans la série Dark Shadows (1968-1971), de Michael Tyrone dans la série Flamingo Road et surtout de Richard Channing dans la série Falcon Crest (de 1982 à 1990). Il a été par la suite le Dr. Arthur Foster dans la série  Tell Me You Love Me (2007).

## Biographie
Diplômé du second degré, option théâtre de la West Virginia University et d'un doctorat en philosophie de la Southern Illinois University, David Selby commence à connaitre la notoriété au cinéma dans le rôle de l'homme loup Quentin Collins pendant plus de 300 épisodes de la série gothique "Dark Shadows" (1968-1971). Il tourne par la suite dans le film adapté pour le cinéma, Night of Dark Shadows - il figure même dans le "remake" de Tim Burton en 2012 - puis tourne aux côtés de Barbra Streisand dans Up the Sandbox (1972) d'Irvin Kershner. Il apparait alors occasionnellement dans quelques séries ou téléfilms télévisés comme Kojak.
Après avoir tenu l'un des rôles principaux dans les films La Guerre des abîmes, consacré au renflouement du paquebot Titanic (adaptation d'un livre de Clive Cussler), et Riches et Célèbres de George Cukor avec Jacqueline Bisset, il est appelé en 1981 dans la série Flamingo Road où il tient le rôle de "Michael Tyrone", un homme d'affaires peu scrupuleux animé d'une mystérieuse soif de vengeance, face au gentil incarné par Mark Harmon. Si la série est finalement arrêtée, en dépit de la hausse de son taux d'audience, son interprétation convaincante de Tyrone lui vaut d'être recruté pour le rôle similaire de "Richard Channing" dans la série Falcon Crest, rôle pour lequel il fut récompensé par un Soap Opera Digest Award en 1989. À l'arrêt de la série en 1990, il se fait ensuite plus rare à la télévision mais continue néanmoins à apparaitre en guest star dans des séries télévisées comme Ally McBeal ou Cold Case : Affaires classées ou de jouer au cinéma (Lame de Fonds de Ridley Scott).
Selby est très actif au théâtre et à la radio où il a joué notamment Shakespeare et Tennessee Williams. Il a interprété aussi Abraham Lincoln au théâtre et à la télévision.
Marié depuis plus de 40 ans, David Selby a eu 3 enfants. Lors de l'élection présidentielle américaine de 2008, en tant que west-virginien impliqué dans la vie culturelle locale, dans un article au Charleston Gazette, il s'engage politiquement en faveur de Barack Obama.

## Interprétations (sélection)

### Cinéma
- 1971 : Night of Dark Shadows de Dan Curtis : Quentin Collins
- 1972 : Up the Sandbox de Irvin Kershner : Paul Reynolds
- 1974 : Les Superflics (The Super Cops) de Gordon Parks : Robert Hantz
- 1979 : Rich Kids de Robert Milton Young
- 1980 : La Guerre des abîmes (Raise the Titanic) de Jerry Jameson : Dr. Gene Seagram
- 1981 : Riches et Célèbres (Rich and Famous) de George Cukor : Douglas Blake
- 1996 : Lame de fonds (White Squall) de  Ridley Scott : Francis Beaumont
- 2004 : Famille à louer (Surviving Christmas) de Mike Mitchell: Horace Vanglider
- 2006 : Blackout (Unknown) de Simon Brand : Capitaine de police Parker
- 2010 : État de choc (Inhale) de Baltasar Kormákur : Dr. White
- 2010 : The Social Network de David Fincher :  Gage
- 2012 : Dark Shadows de Tim Burton
- 2013 : Amis pour la vie (Are You Here) de Matthew Weiner : Karl Stevens
- 2015 : Equals de Drake Doremus
- 2017 : Newness de Drake Doremus

### Télévision
- 1968-1971 : Dark Shadows, 305 épisodes : Quentin Collins
- 1975 : Sergent Anderson 1 épisode
- 1976 : Kojak, saison 4, épisode 6: Sgt James O'Connor
- 1977 : Intrigues à la Maison Blanche (Washington: Behind Closed Doors) mini-série : Roger Castle
- 1981-1982 : Flamingo Road, 22 épisodes : Michael Tyrone
- 1982-1990 : Falcon Crest, 209 épisodes : Richard Channing
- 1997-1999 : Spécial OPS Force, 7 épisodes : Xavier Trout
- 1998 : Les Anges du bonheur (Touched by an Angel), saison 5 épisode 6 : Abraham Lincoln
- 2001 : Ally McBeal, saison 5, épisode 5 : Mr. Rohr
- 2006 : Complot à la Maison Blanche (End Game) : Shakey Fuller
- 2007 : Tell Me You Love Me, 10 épisodes : Arthur Foster
- 2007 : Cold Case : Affaires classées, saison 5 épisode 9 : Dom Barron
- 2008 : Raising the Bar, saison 1, épisode 4 : Richard Patrick Woolsey III
- 2009 : Mad Men 1 épisode
- 2011 : Trois jours avant Noël (Deck the Halls) : Luke Reilly
- 2017 : Legion : Brubaker

### Théâtre
- 1963 : Roméo et Juliette : Mercutio
- 1964 : Œdipe roi : rôle-titre
- 1965 : Les Derniers Jours d'Abraham Lincoln : rôle-titre
- 1966 : Marat/Sade
- 1967 : La Tempête : Alonso
- 1970 : Gandhi
- 1974 : Henri IV
- 1975 : La Chatte sur un toit brûlant : Brick
- 1976 : L'Héritière
- 1990 : Love Letters
- 1991 : La Nuit de l'iguane : Révérend Shannon
- 1998-1999 : A Lond Day's Journey into Night
- 2001 et 2003 : Love Letters

### Radio
- 1997 : Le Misanthrope
- 1998 : Babbitt
- 1998 : Un tramway nommé Désir
- 2000 et 2001 : Le Procès des mutinés du Bounty
- 2002 : Sur les quais : Père Vincent
- 2008 : Eté et Fumée